# 朴达山
朴达山（박달산）是一座位于韓國忠清北道槐山郡的山峰，主峰標高海拔825公尺。